# Zangezur Oriental
La región económica de Zangezur Oriental (en azerí: Şərqi Zəngəzur iqtisadi rayonu) es una de las 14 regiones económicas de Azerbaiyán. Limita con Irán al sur y con Armenia al oeste, así como con las regiones económicas de Karabaj y Ganyá-Dashkasan. La región está formada por los distritos de Kalbayar, Lachín, Gubadli, Zangilán y Yabrayil.  Tiene una superficie de 7,448 kilómetros cuadrados (2,9 mi²) . Su población (refugiados y desplazados internos que viven fuera de la región ella) se estimó en 343 500 personas en enero de 2021. 

## Historia
Entre 1993 y 2020, su territorio estuvo ocupado por las fuerzas armadas de Armenia. Quedó completamente liberado tras la declaración del 9 de noviembre que puso fin a la Segunda Guerra de Karabaj.
La mayor parte de su territorio estuvo incluido en el distrito económico de Kalbajar-Lachin hasta 2021, que se estableció el 7 de julio como parte de una reforma del sistema de regiones económicas de Azerbaiyán. Su territorio correspondía en su mayor parte a la Región Económica de Kalbajar-Lachin antes de 2021, que incluía los distritos de todos sus distritos actuales, excepto Yabrayil. 
Según el investigador Laurence Broers, el nuevo nombre de la región, Zangezur Oriental, está motivado por el irredentismo azerbaiyano ; limita con la provincia armenia de Syunik, lo que implica que existe un " Zangezur Occidental", es decir, la propia Syunik.  Unos días después de la creación de la región económica de Zangezur Oriental, el presidente azerbaiyano Ilham Aliyev anunció en un discurso: “Zangezur Occidental es nuestra tierra ancestral, debemos regresar allí y regresaremos”. 
En 2022, Azerbaiyán e Irán firmaron un "Memorando de entendimiento sobre el establecimiento de nuevos vínculos de comunicación entre la región económica de Zangezur Oriental de Azerbaiyán y la República Autónoma de Najicheván pasando por el territorio de Irán". La parte azerbaiyana afirmó que en este proyecto se incluyen terrenos, ferrocarriles y líneas eléctricas.

## Economía
A la región se le ha considerado tener potencial para el desarrollo de la metalurgia no ferrosa. Oro, mercurio, cromita, mármol, perlita, piedras de construcción, coral, etc., componen la región.
Por su ubicación geográfica y monumentos históricos, la región es de importancia turística. Aquí se pueden utilizar manantiales minerales como Istisu, Minkend, Tutgunchay, las condiciones climáticas y balneológicas y los bosques de montaña con fines recreativos y turísticos. La lista de monumentos arquitectónicos históricos incluye Ganjasar, los monasterios de Agoglan, Gürcülü, las tumbas de Mammadbeyli, el puente Khudafarin, etc.